# Ryōhei Arai
Ryōhei Arai (jap. 新井涼平 Arai Ryōhei; ur. 23 czerwca 1991) – japoński lekkoatleta specjalizujący się w rzucie oszczepem.
W 2013 roku zajął ósme miejsce podczas uniwersjady w Kazaniu. Srebrny medalista igrzysk azjatyckich w Inczon (2014). Rok później był dziewiąty na mistrzostwach świata w Pekinie.
Wielokrotny złoty medalista mistrzostw Japonii.
Rekord życiowy: 86,83 (21 października 2014, Isahaya).

## Osiągnięcia
| Rok  | Impreza              | Miejsce        | Lokata            | Wynik |
| ---- | -------------------- | -------------- | ----------------- | ----- |
| 2013 | Uniwersjada          | Kazań          | 8. miejsce        | 75,53 |
| 2014 | Igrzyska azjatyckie  | Inczon         | 2. miejsce        | 84,42 |
| 2015 | Mistrzostwa świata   | Pekin          | 9. miejsce        | 83,07 |
| 2016 | Igrzyska olimpijskie | Rio de Janeiro | 11. miejsce       | 79,47 |
| 2017 | Mistrzostwa świata   | Londyn         | el. – 23. miejsce | 77,38 |
| 2018 | Igrzyska azjatyckie  | Dżakarta       | 7. miejsce        | 75,24 |
| 2019 | Mistrzostwa Azji     | Doha           | 3. miejsce        | 81,93 |
| 2019 | Mistrzostwa świata   | Doha           | el. – 14. miejsce | 82,08 |